# 임치 (지명)

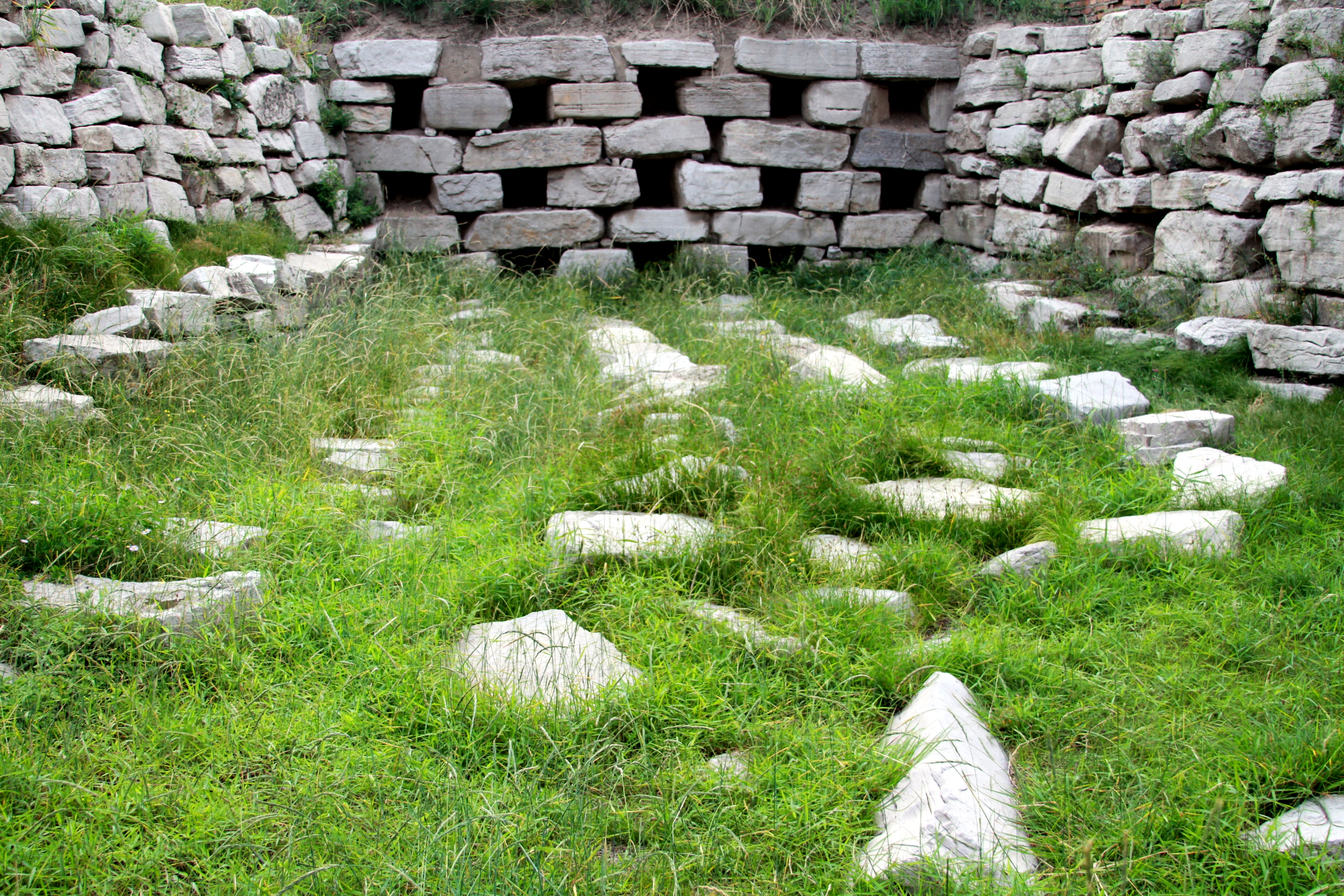
현재 남아 있는 임치의 수로 유적

임치(臨淄)는 춘추 전국 시대 당시 제나라(齊)의 수도이며, 현재의 중화인민공화국 산둥성 쯔보시 린쯔구에 위치하였다.

## 역사
춘추 전국 시대의 도시들 중 가장 큰 규모에 속하였으며, 경제력과 군사력이 가장 강한 도시들 중 하나였다. 기원전 221년에 진시황제가 제나라를 멸망시킬 당시 점령되었다. 현재 산둥성 쯔보시 린쯔구에 성터 유적이 남아 있으며, 1926년 일본의 고고학자들과 1964년 중화인민공화국의 고고학자들에 의해 발굴되었다.

## 같이 보기
- 린쯔구
- 제나라